# Nickel(IV)-oxid
Nickel(IV)-oxid ist eine chemische Verbindung aus der Gruppe der Metalloxide und Nickelverbindungen.

## Gewinnung und Darstellung
Nickel(IV)-oxid (NiO2·nH2O) kann durch Oxidation von Nickel(II)-hydroxid mit Persulfaten in Wasser erzeugt werden.

## Eigenschaften
Nickel(IV)-oxid kristallisiert in einer verzerrten Cadmiumiodid-Schichtstruktur (Raumgruppe C2/m (Raumgruppen-Nr. 12), Gitterparameter a = 4,875 Å, b = 2,814 Å, c = 5,582 Å, β = 125,8°).
Nickel(IV)-oxid und seine Hydrate sind chemisch instabil (zersetzt sich bei Erhitzung und Kontakt mit Wasser) und ein starkes Oxidationsmittel. Es selbst brennt nicht, erhöht jedoch die Feuergefahr bei Berührung mit brennbaren Stoffen und kann einen bestehenden Brand erheblich fördern.

## Verwendung
Nickel(IV)-oxid wird als Oxidationsmittel für die Umsetzung von Alkoholen in Säuren und die aliphatischer Hydrazone in die entsprechenden Diazoalkane verwendet.

## Sicherheitshinweise
Nickel(IV)-oxid ist wie viele Nickelverbindungen als krebserzeugend eingestuft.